# Georg Johann Abraham Berwald
Georg Johann Abraham Berwald (* 26. Juni oder 29. Juni 1758 in Schleswig; † 27. Januar 1825 in Sankt Petersburg) war ein deutscher Fagottist und Geiger.

## Leben und Wirken
Der Sohn Johann Friedrich Berwalds war von 1782 bis 1800 Mitglied der Hofkapelle in Stockholm, zunächst als Fagottist, später als Geiger. Er unternahm mit seinem Sohn Johan Fredrik Berwald, der als Violinvirtuose bekannt wurde, Konzertreisen nach Sankt Petersburg, durch Deutschland und Österreich. Nach seinem Ausscheiden aus der Hofkapelle ließ er sich in Sankt Petersburg nieder. Dort trat er als Fagottsolist und Dirigent auf. Er galt als einer der besten Fagottisten seiner Zeit.